# Brownanthus nucifer
Brownanthus nucifer là một loài thực vật có hoa trong họ Phiên hạnh. Loài này được (Ihlenf. & Bittrich) S.M.Pierce & Gerbaulet mô tả khoa học đầu tiên năm 1997.